# Jacek Wiśniewski (bramkarz)
Jacek Ryszard Wiśniewski (ur. 14 września 1953 w Piechowicach, zm. 2 czerwca 2015 w Londonie) – polski piłkarz grający na pozycji bramkarza, mistrz Polski ze Śląskiem Wrocław (1977), brązowy medalista mistrzostw Europy U-18 (1972).

## Kariera sportowa
Był wychowankiem Lechii Piechowice, w latach 1970-1978 reprezentował barwy Śląska Wrocław, który powrócił do ówczesnej I ligi w 1973. W ekstraklasie debiutował w sezonie 1973/1974 (zagrał 45 minut w jednym meczu), w kolejnych sezonach grał sporadycznie, jako zmiennik Zygmunta Kalinowskiego (1974/1975 - 0, 1975/1976 - 4 mecze, 1976/1977 - 5 meczów, 1977/1978 - 4 mecze). Jako rezerwowy bramkarz miał jednak udział w mistrzostwie (1977) i wicemistrzostwie Polski (1978). W latach 1978-1980 był zawodnikiem Górnika Zabrze, wystąpił w 10 spotkaniach rundy wiosennej sezonu 1978/1979 zakończonego awansem do I ligi i dwóch pierwszych meczach rundy jesiennej sezonu 1979/1980 w I lidze. W pierwszej połowie lat 80. był zawodnikiem Zagłębia Lubin. Po 1989 występował w drużynie White Eagles London.
Z reprezentacją Polski U-18 zajął trzecie miejsce na mistrzostwach Europy U-18 w 1972 roku.